# Damernas tvåa utan styrman i rodd vid olympiska sommarspelen 2012
Damernas tvåa utan styrman i rodd vid olympiska sommarspelen 2012 avgjordes mellan den 28 juli och 1 augusti 2012.

## Medaljörer
| Gren              | Guld                                         | Silver                             | Brons                                    |
| Tvåa utan styrman | Heather Stanning Helen Glover Storbritannien | Sarah Tait Kate Hornsey Australien | Juliette Haigh Rebecca Scown Nya Zeeland |

## Resultat

### Heat

#### Heat 1
| Placering | Roddare                         | Land           | Tid     | Noteringar         |
| --------- | ------------------------------- | -------------- | ------- | ------------------ |
| 1         | Helen Glover Heather Stanning   | Storbritannien | 6:57,29 | Q Olympiskt rekord |
| 2         | Sara Hendershot Sarah Zelenka   | USA            | 6:59,29 | Q                  |
| 3         | Georgeta Damian Viorica Susanu  | Rumänien       | 7:05,39 | R                  |
| 4         | Kerstin Hartmann Marlene Sinnig | Tyskland       | 7:10,28 | R                  |
| 5         | Maria Laura Abalo Gabriela Best | Argentina      | 7:12,17 | R                  |

#### Heat 2
| Placering | Roddare                       | Land        | Tid     | Noteringar |
| --------- | ----------------------------- | ----------- | ------- | ---------- |
| 1         | Kate Hornsey Sarah Tait       | Australien  | 7:01,60 | Q          |
| 2         | Juliette Haigh Rebecca Scown  | Nya Zeeland | 7:06,93 | Q          |
| 3         | Zhang Yage Gao Yulan          | Kina        | 7:13,38 | R          |
| 4         | Naydene Smith Lee-Ann Persse  | Sydafrika   | 7:14,31 | R          |
| 5         | Claudia Wurzel Sara Bertolasi | Italien     | 7:21,44 | R          |

### Återkval
| Placering | Roddare                         | Land      | Tid     | Noteringar |
| --------- | ------------------------------- | --------- | ------- | ---------- |
| 1         | Georgeta Damian Viorica Susanu  | Rumänien  | 7:08,42 | Q          |
| 2         | Kerstin Hartmann Marlene Sinnig | Tyskland  | 7:10,42 | Q          |
| 3         | Zhang Yage Gao Yulan            | Kina      | 7:15,18 |            |
| 4         | Claudia Wurzel Sara Bertolasi   | Italien   | 7:18,14 |            |
| 5         | Naydene Smith Lee-Ann Persse    | Sydafrika | 7:18,96 |            |
| 6         | Maria Laura Abalo Gabriela Best | Argentina | 7:20,94 |            |

### Finaler

#### Final B
| Placering | Roddare                         | Land      | Tid     | Noteringar |
| --------- | ------------------------------- | --------- | ------- | ---------- |
| 1         | Zhang Yage Gao Yulan            | Kina      | 7:55,18 |            |
| 2         | Naydene Smith Lee-Ann Persse    | Sydafrika | 7:56,40 |            |
| 3         | Maria Laura Abalo Gabriela Best | Argentina | 8:03,53 |            |
| 4         | Claudia Wurzel Sara Bertolasi   | Italien   | 8:06,14 |            |

#### Final A
| Placering | Roddare                         | Land           | Tid     | Noteringar |
| --------- | ------------------------------- | -------------- | ------- | ---------- |
| 1         | Helen Glover Heather Stanning   | Storbritannien | 7:27,13 |            |
| 2         | Kate Hornsey Sarah Tait         | Australien     | 7:29,86 |            |
| 3         | Juliette Haigh Rebecca Scown    | Nya Zeeland    | 7:30,19 |            |
| 4         | Sara Hendershot Sarah Zelenka   | USA            | 7:30,39 |            |
| 5         | Georgeta Damian Viorica Susanu  | Rumänien       | 7:37,67 |            |
| 6         | Kerstin Hartmann Marlene Sinnig | Tyskland       | 7:42,06 |            |